# 伊作久義
伊作 久義（いざく ひさよし）は、室町時代の武将。薩摩国島津氏の分家・伊作氏4代当主。
建徳2年（1371年）、父・伊作親忠より所領を受け継ぐ。応永2年（1395年）、今川了俊が九州探題としての任務を終え駿河国守護となり任地に赴くが、その際に島津討伐の書状を発す。これに応じた薩摩北部の渋谷氏が決起すると、島津宗家と共に征伐に参加。渋谷氏を撃退したが、島津宗家の内部では7代当主・島津伊久と、奥州家2代で、当時伊久から家督を譲られていた形の島津元久の対立が生まれていた。
応永4年（1397年）、久義は宿怨のあった加世田別府城主・別府忠種を攻撃するも、島津宗家の仲裁により撤兵。応永6年（1399年）、元久から別府氏の所領を与えるという書状を受け取り、翌年、伊久からは阿多田布施を支配する二階堂氏の所領を与えるという書状を受け取った。応永11年（1404年）、久義は二階堂氏を攻撃するが、伊久は攻撃を非難し二階堂氏に援軍を送る。応永13年（1406年）、これに対し元久は久義を援護、二階堂氏は城を棄て敗走、田布施は久義の領地となった。
応永18年（1411年）、元久が死去。元久の弟・久豊と元久の寵臣で島津家庶流の伊集院頼久の間に争いが起こると、久義は伊集院氏に加担。久豊は敗れ鹿児島から逃亡する（伊集院頼久の乱）。応永21年（1414年）、頼久は鹿児島へ侵攻するも敗退、逆に久豊は伊集院氏の一族が支配する給黎に侵攻。久義は総州家の島津久世と共に援護に向かい久豊を破るものの、相良氏の援軍を得た久豊により敗退する。
その後、久義の跡を継いだ子・勝久が久豊に面会し非礼を詫びたため、島津宗家と伊作氏は和解に至る。しかし久豊は伊作氏のことを完全に許したわけではなく、久義の弟・十忠が伊作氏の家督を狙っていることを知るとこれを黙認。応永29年（1422年）、家督を狙い挙兵した十忠によって久義は殺害された。